# Gran Premi d'Espanya del 1974
Resultats del Gran Premi d'Espanya de Fórmula 1 de la temporada 1974 disputat al circuit del Jarama el 28 d'abril del 1974.

## Classificació
| Pos | No | Pilot                | Equip               | Voltes | Temps/ Retirada | Pos. de sortida | Punts |
| --- | -- | -------------------- | ------------------- | ------ | --------------- | --------------- | ----- |
| 1   | 12 | Niki Lauda           | Ferrari             | 84     | 2h 00' 30. 4    | 1               | 9     |
| 2   | 11 | Clay Regazzoni       | Ferrari             | 84     | + 35.61 s       | 3               | 6     |
| 3   | 5  | Emerson Fittipaldi   | McLaren - Ford      | 83     | + 1 Volta       | 4               | 4     |
| 4   | 9  | Hans Joachim Stuck   | March - Ford        | 82     | + 2 Voltes      | 13              | 3     |
| 5   | 3  | Jody Scheckter       | Tyrrell - Ford      | 82     | + 2 Voltes      | 9               | 2     |
| 6   | 6  | Denny Hulme          | McLaren - Ford      | 82     | + 2 Voltes      | 8               | 1     |
| 7   | 16 | Brian Redman         | Shadow - Ford       | 81     | + 3 Voltes      | 21              |       |
| 8   | 4  | Patrick Depailler    | Tyrrell - Ford      | 81     | + 3 Voltes      | 16              |       |
| 9   | 33 | Mike Hailwood        | McLaren - Ford      | 81     | + 3 Voltes      | 17              |       |
| 10  | 24 | James Hunt           | Hesketh - Ford      | 81     | + 3 Voltes      | 10              |       |
| 11  | 28 | John Watson          | Brabham - Ford      | 80     | + 4 Voltes      | 15              |       |
| 12  | 15 | Henri Pescarolo      | BRM                 | 80     | + 4 Voltes      | 20              |       |
| 13  | 18 | Carlos Pace          | Surtees - Ford      | 78     | + 6 Voltes      | 14              |       |
| 14  | 23 | Tim Schenken         | Trojan - Ford       | 76     | Virolla         | 25              |       |
| Ret | 17 | Jean-Pierre Jarier   | Shadow - Ford       | 73     | No classificat  | 12              |       |
| Ret | 26 | Graham Hill          | Lola - Ford         | 43     | Motor           | 19              |       |
| Ret | 20 | Arturo Merzario      | Iso Marlboro - Ford | 37     | Accident        | 7               |       |
| Ret | 19 | Jochen Mass          | Surtees - Ford      | 35     | Caixa canvi     | 18              |       |
| Ret | 37 | François Migault     | BRM                 | 27     | Motor           | 22              |       |
| Ret | 2  | Jacky Ickx           | Lotus - Ford        | 26     | Frens           | 5               |       |
| Ret | 1  | Ronnie Peterson      | Lotus - Ford        | 23     | Motor           | 2               |       |
| Ret | 30 | Chris Amon           | Amon - Ford         | 22     | Frens           | 23              |       |
| Ret | 8  | Rikky von Opel       | Brabham - Ford      | 14     | Pèrdua d'oli    | 24              |       |
| Ret | 7  | Carlos Reutemann     | Brabham - Ford      | 12     | Virolla         | 6               |       |
| Ret | 14 | Jean-Pierre Beltoise | BRM                 | 2      | Motor           | 11              |       |
| NVQ | 27 | Guy Edwards          | Lola - Ford         |        |                 |                 |       |
| NVQ | 21 | Tom Belsø            | Iso Marlboro - Ford |        |                 |                 |       |

## Altres
- Pole: Niki Lauda 1' 18. 44

- Volta ràpida: Niki Lauda 1' 20. 830 (a la volta 47)